# Dwa lata wakacji (film 1982)
Dwa lata wakacji (jap. 十五少年漂流記) – film anime z 1982 roku w reżyserii Masayuki Akihi będący adaptacją powieści Juliusza Verne’a o tej samej nazwie. 

## Obsada (głosy)
- Akira Ikeda jako Moco
- Daishi Matsunaga jako Doniphan
- Daisuke Ishii jako Jack
- Katsuhiko Nanba jako Gordon
- Kazutaka Nishikawa jako Baxter
- Kyoko Inomata jako Kate
- Naoki Sugimoto jako Foster
- Taiki Matsuno jako Brian
- Takahiro Saitō jako Cross

## Wersja polska
- Wersja wydana na VHS. Dystrybucja: RTM Double[1][2]